# Генрівілл (Індіана)
Генрівілл (англ. Henryville) — переписна місцевість (CDP) в США, в окрузі Кларк штату Індіана. Населення — 1878 осіб (2020).

## Географія
Генрівілл розташований за координатами 38°32′19″ пн. ш. 85°45′59″ зх. д. / 38.53861° пн. ш. 85.76639° зх. д. (38.538634, -85.766283).  За даними Бюро перепису населення США в 2010 році переписна місцевість мала площу 7,38 км², з яких 7,37 км² — суходіл та 0,01 км² — водойми.

## Демографія
Згідно з переписом 2010 року, у переписній місцевості мешкало 1905 осіб у 726 домогосподарствах у складі 556 родин. Густота населення становила 258 осіб/км².  Було 788 помешкань (107/км²).
Расовий склад населення:
| - 98,1 % — білих - 0,4 % — азіатів |

До двох чи більше рас належало 0,9 %. Частка іспаномовних становила 1,6 % від усіх жителів.
За віковим діапазоном населення розподілялося таким чином: 25,5 % — особи молодші 18 років, 63,8 % — особи у віці 18—64 років, 10,7 % — особи у віці 65 років та старші. Медіана віку мешканця становила 35,0 року. На 100 осіб жіночої статі у переписній місцевості припадало 97,2 чоловіків;  на 100 жінок у віці від 18 років та старших — 96,8 чоловіків також старших 18 років.
Середній дохід на одне домашнє господарство  становив 50 451 долар США (медіана — 55 962), а середній дохід на одну сім'ю — 51 834 долари (медіана — 53 500). Медіана доходів становила 51 759 доларів для чоловіків та 40 966 доларів для жінок. За межею бідності перебувало 14,9 % осіб, у тому числі 25,7 % дітей у віці до 18 років та 0,0 % осіб у віці 65 років та старших.
Цивільне працевлаштоване населення становило 903 особи. Основні галузі зайнятості: освіта, охорона здоров'я та соціальна допомога — 18,8 %, транспорт — 16,9 %, мистецтво, розваги та відпочинок — 15,7 %.